# できるかな (漫画)
『できるかな』は、西原理恵子による日本の漫画作品。週刊誌『SPA!』（扶桑社）に1996年から不定期連載中。

## 概要
西原が様々な企画に挑戦するルポ漫画。当初はタイトルに合わせてややアカデミックなネタが見られたものの、次第にサイバラ流の体当たり企画が多くなっている。
随所に写真が挿入されるなど『鳥頭紀行』と同様のスタイルを取っており、本連載も一時期「鳥頭紀行」にタイトルと内容が変わった事があるが、元祖が別雑誌で復活すると共に「できるかな」に戻った。

## 過去の内容
- 自作ガイガーカウンターでもんじゅの放射能測定
- はたらく車ウォッチング
- 中年トリオタップダンス挑戦記
- 新島で若者の性の乱れをリポート
- 鳥頭紀行（アジア・サハリン編）・（イタリア編）
- ロボット相撲大会挑戦
- 脱税できるかな
- ダイエット登山
- 気球同乗体験
- キャバレーでホステス体験
- インドでヒジュラ体験
- 高須克弥海外出張同行
- 女3人北京男漁りの旅
- ゴビ砂漠で化石発掘
- バンド結成
- 芸術家山口晃と対談
- 西南開発で魚肉ソーセージ作り体験
- 高須と（ヘリで）エベレストにいって山ガール体験
- 高須とゴルフ対決
- ガーナで棺桶制作体験

## 主な登場人物
いずれも実在の人物だが、ギャグ漫画としての脚色がなされているため注意が必要。
西原理恵子
声 - 亜城めぐ
作者。有限会社「とりあたま」社長だが、「脱税編」ではギャンブルによる多額の使途不明金により税務署と抗争を繰り広げる事に。「ホステス編」では自分の友人・夫・仕事仲間にある共通点を「ブレーキのない人」だと思ってしまった。「バンド編」でギターにチャレンジするも「F」で挫折し（そもそも自他共に認める音痴）、最終的に（途中「芸術編」を挟みながらも）『西原理恵子の人生画力対決』のライブ会場で自ら作詞・吉田仁郎作曲の「金をかせごう」を歌い、会場で自主制作したCDも限定販売された。作中の自画像は『できるかな』ではおかっぱ頭にスカート、「鳥頭紀行」（『リターンズ』）ではもんぺ姿、『リターンズ』の「ロボット相撲編」では出家姿、『V3』～『ゴーゴー!』の「バンド編」中盤（2009年掲載）までは「母さん」姿、「芸術編」（2010年掲載）からは昔に近いおかっぱ頭姿になっている。
新保信長
担当編集者。大阪・梅田の食堂の息子。東大の心理学科を出ているが本人曰く「4年間で学んだのは実験用ラットの持ち方だけ」で、西原に「今や自身の心理状態も阪神の勝敗のみに左右されている」と揶揄される熱狂的阪神ファン。本人は頭脳労働力としては全く役に立たないが、学歴故に後述のプー博士など高学歴者の人脈は豊富。「ロボット相撲編」では自らの強い希望から全日本ロボット相撲大会優勝を目指すが、操縦担当の西原が下手だったことで失敗した。41歳にしてメーテル似の女性誌漫画家（松田奈緒子）を嫁に貰う。「バンド編」ではドラム演奏に挑戦するも挫折する。
鴨志田穣
西原の元夫（連載中に離婚）。報道カメラマン。一時期撮影担当として取材に同行していた。没後彼の自作詞がCD化されたことが「バンド編」のきっかけになった。
ゲッツ板谷
西原の友人。ライター。西原の噛ませ犬として駆り出される事が多く、「登山編」ではその巨漢故に負け犬と化した。「脱税編」では西原の名目上のゴーストライターにされてしまい、確認に訪れた税務署員を威嚇した。
麓愛
西原の彩色専門アシスタント。通称「愛ちゃん」。西原のズボラさと機械音痴に泣かされている。西原が操作に苦労していた相撲ロボットを「バイオハザードと同じ」とスイスイ操縦して見せた。
山崎一夫
声 - 篠原孝太朗
西原のバクチの師匠でライター兼雀荘「たぬ」オーナー。一巻に登場し、「タップ三中年」では末井昭・島本慶と共にタップダンスに挑戦した。「ホステス編」の最後にも顔を出したが、「ブレーキのない人」想像での似顔絵の髪型などが一巻当時のデザインとは違うものになり、「むうさん」という新しいあだ名がついていた。
高須克弥
高須クリニック院長。西原のタニマチにして主治医（顔を合わせたのは「ロボット相撲編」でのスポンサー依頼が初めて）。「ホステス編」では西原の勤める池袋のキャバレーに（名古屋在住ではあるが）足繁く通っていた。ブラックカードで平気で数億の買い物をする一方で、インドの刺青屋で5万円を値切っている。「高須編」・「山ガール編」では西原と共に旅をし、「ゴルフ編」では自身がゴルフの「12時間でプレイしたホール数」最多のギネス記録を達成した時に観客として西原を呼んだが、それがきっかけで西原と愛車を賭けてゴルフ勝負をする羽目に。
日塔光一
「ロボット相撲編」に登場。千葉大学で素粒子論を研究している理学博士。当時30歳で無収入のため通称「プー博士」。高校生が中心の大会に出るに当たって「高校生より賢い大学生にロボットを作らせれば楽勝」という新保の発案により連れてこられる。ロボット作りは全く素人で、無職なのをいい事に20万円で2ヶ月の間使われた。登山が趣味で後に「登山編」でも登場。
中瀬ゆかり
新潮社の名物編集者。内縁の夫・白川道（「ホステス編」に登場）と共に西原漫画の常連の一人。「高須編」の北京・男漁りの旅に同行。
岩井志麻子
ホラー小説作家。口を開けばエロ話が出てくる。「高須編」の北京・男漁りの旅に同行。
八巻和弘
「バンド編」に登場した小学館の編集者（『西原理恵子の人生画力対決』担当）で、西原とは『ちくろ幼稚園』からの長い付き合い。西原・新保と共にバンド結成にチャレンジする（ベース担当）。バンド教室では同じ会社の江上英樹（連載当時は月刊IKKI編集長）と鉢合わせ、その後本格的な楽曲制作をしようとしてやる気を無くしていた他2人に引かれた。

## 単行本
全てSPA! Comics（扶桑社）より刊行。
- 『できるかな』 - 1998年1月。ISBN 978-4594023928
- 『できるかなリターンズ』 - 2000年4月。ISBN 978-4594028718
- 『できるかなV3』 - 2003年12月6日。ISBN 978-4594042561
- 『できるかなクワトロ』 - 2007年4月25日。ISBN 978-4594053512
- 『できるかなゴーゴー!』 - 2012年11月16日。ISBN 978-4594067038
- 『できるかなロワイヤル』 - 2018年8月31日。ISBN 978-4594080235

## Webアニメ
スマートフォン向けアニメ配信アプリ『タテアニメ』にて配信。

### スタッフ
- 原作 - 西原理恵子
- 監督 - 市川量也
- シリーズ構成 - 鎌田麻友美
- 音響監督 - 小泉紀介
- 音響制作 - 奏
- プロデューサー - 大塚裕司
- アソシエイトプロデューサー - 伊吹眞
- アニメーション制作 - ドメリカ
- 製作 - タテアニメ

### 各話リスト
| 話数   | サブタイトル                                      | 絵コンテ・演出 | 配信日                                 |
| ------ | ------------------------------------------------- | -------------- | -------------------------------------- |
| 第1話  | タップ三中年編                                    | 飯田祐輝       | 2017年 6月5日（先行） 7月3日（本配信） |
| 第2話  | タイ・バンコク編①                                 | 金子拓磨       | 7月4日                                 |
| 第3話  | タイ・バンコク編②                                 | 寺田良介       | 7月5日                                 |
| 第4話  | サイバラ水産 イカ夜釣り編                         | 大西佑希       | 7月6日                                 |
| 第5話  | 岸和田だんじり編                                  | 兼平葵         | 7月7日                                 |
| 第6話  | 高知 里帰り編                                     | 清水朱音       | 8月2日                                 |
| 第7話  | フレディマーキュリー追悼 そっくりさんコンサート編 | 渡辺敦之       | 8月9日                                 |
| 第8話  | 自衛隊編                                          | 海江田美幸     | 8月16日                                |
| 第9話  | 子供釣り編                                        |                | 8月23日                                |
| 第10話 | ずっとまえのこと編                                |                | 8月30日                                |